# Bernard Voorhoof
Bernard Ludovic Voorhoof (niderl. Bernardus Ludovicus Voorhoof, ur. 10 maja 1910 w Lier, zm. 18 lutego 1974 tamże) – belgijski piłkarz występujący na pozycji napastnika, reprezentant Belgii w latach 1928–1940.

## Kariera klubowa
Jego pierwszym klubem był Lierse SK, z którym zdobył 2 tytuły mistrzowskie. W barwach Lierse rozegrał 473 ligowe mecze i zdobył 281 goli. W latach 1948–1949, w końcowym etapie kariery, grał w zespole RRFC Montegnée.

## Kariera reprezentacyjna
W reprezentacji zadebiutował w 1928. Grał w niej do 1940. Zaliczył 61 występów. Zdobył w nich 30 bramek. Voorhoof znalazł się w kadrze narodowej na finały mistrzostw świata w 1930, 1934 i 1938.

## Sukcesy
Lierse SK
- mistrzostwo Belgii: 1931/32, 1941/42